# Aucubaceae
Aucubaceae é o nome botânico de uma família de plantas dicotiledóneas. É composta por quatro espécies dentro do género Aucuba. São pequenas plantas herbáceas ou arbustos, de folhas persistentes. São originárias da Ásia Central e do Japão.
Na classificação clássica (1981), esta família não existia, sendo o género Aucuba incluido na família Cornaceae.
O sistema APG (1998) eceita esta família e coloca-a na ordem Garryales. O sistema APG II oferece duas opções: 1) aceitar esta família ou 2) suprimir esta família, incluindo o género Aucuba com o género Garrya, na família Garryaceae.